# Euxoa indensa
Euxoa indensa là một loài bướm đêm trong họ Noctuidae.